# ماي كوندو
ماي كوندو (باليابانية: 近藤真衣) هي لاعبة هوكي الجليد يابانية، ولدت في 4 أبريل 1992.

## وصلات خارجية
- ماي كوندو على موقع EliteProspects.com (الإنجليزية)
- ماي كوندو على موقع أوليمبيديا (الإنجليزية)